# Mirabelblomme
Mirabelblomme (Prunus domestica subsp. syriaca) er en kultivargruppe af blommetræer. Blommerne er generelt gule, med en smule rødt.
Mirabelblomme må ikke forveksles med kirsebærblomme (Prunus cerasifera, som er en helt anden art end blommer), og som på dansk også nogen gange kaldes for mirabel.

## Kultivarer
De følgende kultivarer betragtes som medlemmer af Mirabelblomme-kultivargruppen:
- Mirabelle de Nancy
- Mirabelle de Metz

## Galleri
|  |  |  |